# Protenaster
Protenaster is een geslacht van zee-egels uit de familie Schizasteridae.

## Soorten
- Protenaster australis (Gray, 1851)
- Protenaster rostratus (E.A. Smith, 1878)